# San Martín de Boniches
San Martín de Boniches est une municipalité espagnole de la province de Cuenca, dans la région autonome de Castille-La Manche.